# Чернолозка
Чернолозка (укр. Чорнолозка) — село,
Сахновщинский поселковый совет,
Сахновщинский район,
Харьковская область.
Население по переписи 2001 года составляет 374 (163/211 м/ж) человека.

## Географическое положение
Село Чернолозка находится на берегах реки Богатая,
выше по течению на расстоянии в 2 км расположено село Бессарабовка (Кегичевский район),
ниже по течению на расстоянии в 1,5 км расположено село Дар-Надежда.
Село вытянуто вдоль реки на 7 км.
Через село проходит железная дорога, станция Платформа 122 км.

## История
- 1900 — дата основания.

## Экономика
- Молочно-товарная ферма (закрыт).[источник не указан 1692 дня]

## Достопримечательности
- Братская могила советских воинов. Похоронено 33 воина.
- В селе Чернолозка, на правом берегу реки Богатой в небольшом карьере обнажаются среднесарматские (миоцен) породы: буровато-серая глина, белый известняк c гнездами глины, а ниже — белый, жёлтый и серый среднезернистый песок, составляющий основную часть разреза. Видимая мощность толщи 5—7 м. Обнажение имеет научное значение.